# François Buzot
François Nicolas Léonard Buzot (1 de marzo de 1760 - 24 de junio de 1794) fue un político francés y líder de la Revolución Francesa.

## Biografía

### Primeros años
Nacido en Évreux, Eure. Estudió Derecho y, al estallar la Revolución, era abogado en su ciudad natal. En 1789 fue elegido diputado de los Estados Generales y allí se hizo conocido por sus opiniones radicales. Exigió la nacionalización de las posesiones de la Iglesia Católica Romana y el derecho de todos los ciudadanos a portar armas.
Tras la disolución de la Asamblea Nacional Constituyente, Buzot regresó a Évreux, donde fue nombrado presidente del tribunal penal.

### Convención
En 1792 fue elegido diputado a la Convención Nacional y se unió a los girondinos bajo la influencia de su amiga Madame Roland. Buzot entró en polémica con el principal rival de los girondinos, Jean-Paul Marat, y exigió la formación de una Guardia Nacional en los departamentos para defender la Convención contra las multitudes de sans-culottes de París. Su propuesta fue aprobada, pero nunca puesta en vigor; posteriormente, los parisinos lo señalaron como blanco de su odio.
En el juicio al rey Luis XVI, Buzot votó a favor de la pena capital, pero con una apelación al pueblo y un aplazamiento de la pena (sursis). Hizo dictar sentencia de muerte contra los émigrés realistas que no regresaron a Francia y contra cualquiera que exigiera el restablecimiento de la monarquía. Al mismo tiempo, se opuso a Georges Danton y La Montaña, y rechazó la creación de un Comité de Salvación Pública y un Tribunal Revolucionario (pero se abstuvo cuando los girondinos plantearon la cuestión del juicio de Marat ante el Tribunal). El 5 de mayo de 1793 su criado fue detenido en el Jardín de Luxemburgo.

### Huida y resistencia
Proscrito con los girondinos el 2 de junio de 1793, escapó y se refugió en Calvados, en Normandía, donde contribuyó a organizar una insurrección girondina contra la convención, que fue reprimida poco después.
La Convención lo enjuició y decretó "que la casa ocupada por Buzot sea demolida y nunca más reconstruida en este terreno. [En cambio,] se levantará una columna en la que se escribirá: 'Aquí estaba el santuario del villano Buzot que, siendo representante del pueblo, conspiró para el derrocamiento de la República Francesa'". Huyó, junto con Jérôme Pétion de Villeneuve, a Saint-Émilion, cerca de Burdeos, y permanecieron escondidos. Ambos se suicidaron; sus cuerpos fueron encontrados en un campo una semana después, medio comidos por los perros.
Dejó atrás sus Memorias, publicadas por primera vez en 1823.